# Palana (fiume)
La Palana (in russo  Палана?) è un fiume della Kamčatka nell'Estremo Oriente russo. Scorre nel Tigil'skij rajon del Territorio della Kamčatka e sfocia nel golfo di Šelichov (mare di Ochotsk).
Il fiume ha origine sul versante occidentale della catena montuosa Sredinnyj. La sua lunghezza è di 141 km, l'area del bacino è di 2 500 km². Ci sono sorgenti geotermiche nella parte superiore del fiume. Nel medio corso scorre attraverso il lago Palanskoe, all'uscita dal quale il torrente scorre lungo uno stretto canale tortuoso tra sponde scoscese, formando rapide attorno a enormi massi. Le rapide della Palana sono un monumento naturale.
A pochi chilometri dalla foce si trova l'insediamento di Palana.